# レスラー軍団〈銀河編〉 聖戦士ロビンJr.
『レスラー軍団〈銀河編〉 聖戦士ロビンJr.』（-ぐんだんぎんがへん せいせんし- ）は、東京ムービー新社制作の日本のアニメ作品。1989年10月19日から1990年9月27日までテレビ東京系列で放映された。全50話。

## 概要
カネボウフーズの菓子ラーメンばあ・ガムラツイスト付属の『レスラー軍団抗争シール』をアニメ化した『GO! レスラー軍団』の続編。前作がシールからのアニメ化だったのに対し、本作ではアニメ版オリジナルの展開がメインとなっている。
内容的には、当時流行していたロールプレイングゲーム仕立てとなっており、ロビン・ゴッド・Jr.（通称・ロビンJr.）達が太妖妃・G羅の支配下となった者と戦い、G羅の元から開放しながら、太陽系の各惑星（この放送時点では、未だ冥王星も惑星だった）を旅する物語となっている。
放送は1年で終了したが、後半はロビンJr.軍vsG羅軍の戦いが中心となったため、スタート直後の設定だった「9大惑星が直列するとG羅の魔力は最大となる」や「マーシの両親の行方」はほぼ活かされることはなかった。

## ストーリー
ビーナトロンIIとの戦いが終わって約20年後、太陽系の地球以外の惑星にも人が住めるようになり、「太陽系平和連邦」が結成され、平和な暮らしが続いていた。そんな中、かつての戦いで聖勇者となったロビン・ゴッドは、Queen火美子の元へ一人息子のロビン・ゴッド・Jr.（以降、「ロビンJr.」と記す）を預けると、自分は超天界へと旅立った。やがてロビンJr.は、同じく火美子の元に預けられたかつての英雄たちの子孫である烈D・ゴッド、ブルー・J、桃若神子、黄バラ姫、面魔グリンPと共に成長していった。
そんなある日、太妖妃・G羅が太陽を乗っ取り暗黒太妖に変化させ、そこから発射したダークパワーにより、太陽系のあらゆる住民の姿や性格を悪に一変させてしまう（これを「ダーク・リバース」と呼ぶ）。その事を光王子・星若丸から聞いたロビンJr.達は、早速宇宙船スター・クルーザーに乗り、太陽系開放の旅へと出発した。そして途中で、宇宙空間にカプセルごと浮かんでいた美少女マーシ・ラメイルを仲間に加え、G羅配下となった者を元に戻しながら、旅をしていくのであった。
やがて戦いは激烈を極め、天邪星（天王星）での戦いでG羅軍幹部の1人である邪光妃・禍紅邪を、桃若と黄バラの母である竹取姫に戻すも、疲労の竹取姫の看病のため黄バラ姫は戦列から離れ、代わってチャチャ星宮（轟天王・雷吼の娘）がメンバーに加入。そして暗木星（木星）ではG羅軍2代目幹部の王羅・火メーンを、グリンPの父にして面魔第16代長老・面魔ラザーニに戻すが、ラザーニはエネルギー体となって長老伝中で眠る事となり、代わって17代長老となったグリンPは成長のためにメンバーを離脱。そして火激星（火星）で出会ったブルーの弟ビリーJJ（ビリー・ジャン・ジョー）がメンバーとなり、月面での戦いで3代目幹部バトル・デーモスをジョー兄弟の父キラーJに戻した。
そして一行は夜光星（地球）へと向かう。だがG羅の放った火鳥竜に襲われ、火鳥竜は倒したものの、スタークルーザーを破壊されたロビンJr.たちは夜光星へ墜落。そこで皆が見たものは、地球温暖化で富士山を残し水没した日本、ロボットのように働く人々、続く環境破壊、大量破壊兵器だった。夜行星はダーク・リバースさせられたのではなく、元々地球自体が暗黒の心に支配されていたとG羅より告げられ絶望に陥るが、最終的にはG羅は倒され地球は元の姿を取り戻す。だが暗黒太妖は元には戻っておらず、ロビンJr.たちのさらなる旅が始まる。『コミックボンボン』に連載されていたおうたごさくのコミカライズではタイムスリップした地球で、地球を暗黒の心による支配を回避させるためロビンJr.たちが普通の生活に戻り、人々の心などを守っていくというラストだった。

## ロビンJr.軍

### 聖戦士
ロビン・ゴッド・Jr.
声 - 小粥よう子
主人公。ロビン・ゴッドの息子。通称「ロビンJr.」。人型バインドを召喚する。中盤で閃紅・スタールBに敗れたため、バインドを発動できなくなるが、ロビンゴッドの助けでパワーアップを果たした。

### JRキッズ
ロビンJr.を助ける戦士。初期の5名は前の大戦の主要キャラの子供からなり、またその名前は色に関する名が付けられている。
烈D・ゴッド
声 - 松本梨香
ベンK・ゴッドの息子で、ロビンJr.の親友の1人。虎型バインドを召喚する。熱血漢だがややお調子者で、マーシをはじめ美女には滅法弱い。名前の由来は「赤」（レッド→烈D）。
ブルー・J
声 - 山口健
キラー・ジョーの息子で、ロビンJr.の親友の1人。鳥型バインドを召喚する。父に似てニヒルな性格。名前の由来は「青」（ブルー）。
桃若神子
声 - 森田千明
我無羅殿神王と竹取姫の息子で、ロビンJr.の親友の1人。熊型バインドを召喚する。日本刀の名手で、「天誅!!」と叫んで斬りかかる。「でござる」が口癖。名前の由来は「桃」。
黄バラ姫
声 - 水谷優子
桃若神子の妹。おとなしい性格で、「でありまする」が口癖。ダークリバースが解けながらも過労状態だった母・竹取姫の看病のために、メンバーを離脱した。名前の由来は「黄」。
面魔グリンP
声 - 横山智佐
面魔第16代長老・面魔ラザーニの息子にして、メンバー最年少。保管している「面魔長老伝」を使って魔力を発生出来る。当初は「ピーピー」しか言えず、黄バラ姫が通訳していたが、後に喋れる様になった。暗木星の戦いで王羅・火メーンを父・ラザーニに戻そうという心が長老伝に伝わり、17代長老に選ばれ、火メーンをラザーニに戻し、8代長老・サタンドラXを魔世界に封印したが、成長のため繭と化し、メンバーから離れた。名前の由来は「緑」（グリーン）。
チャチャ星宮
声 - 水谷優子
天王星の支配者、轟天王雷吼の娘。黄バラ姫に代わって、密航という形でJRキッズに加わるも、後にロビン・ゴッドの依頼で加入させたという事が分かる（キッズでそれを知っているのは烈Dのみ）。ロビンJr.が大好きで、烈Dとは幾度と無くトラブルを起こす。「チャチャ〜」が口癖。
ビリー・JJ
声 - 真柴摩利
ブルー・Jの弟。後にJRキッズに加わる。

### 若様軍団
星若丸が先の大戦で入手した「五星球」と呼ばれる5つの球から出現するお助けメンバー。普段はロビンJr.のベルトのバックルに収納され、必要な時に1個だけ登場する。第26話で力を使い果たし、星若丸と共に超天界へ旅立った。
天闘丸
声 - 松井摩味
「闘」（ファイト）の球から出現する戦士。「激唐辛子」と呼ばれる唐辛子が武器。登場台詞は「天闘丸、参上!」。
志信丸
声 - 天野由梨
「信」（トルース）の球から出現する戦士。「雷音剣」（ライオンソード）という剣で雷撃を行う。登場台詞は「志信丸、見参!」。
仁慈丸
声 - 高木渉
「慈」（フォンドル）の球から出現する戦士。「超剛弓」という弓が武器で、相手の秘密を探ったり改心させたりする事が出来る。登場台詞は「仁慈丸、推参!」。
輝知丸
声 - 浅野典子
「知」（インテレクト）の球から出現する戦士。「英知の光」というランプが武器。知力は軍団一だが、パワーが少ないのが欠点。登場台詞は「輝知丸、登場!」。
笑美丸
声 - 鈴木勝美
「美」（ビューティー）の球から出現する戦士。「カバ笑い袋」という袋に入っている粉が武器で、これを浴びた者は笑いが止まらなくなるという、最も頼りにならない戦士だが、第15話では飛鋼鬼ボーマーを笑わせ、一応役だった（もっともロビン・烈D・ブルーも笑いまくったのだが）。登場台詞は「笑美丸でごじゃる!」（「ごじゃる」は口癖でもある）だが、前述の第15話では「笑美丸、登場!」と、何故か輝知丸の台詞を使っていた。

### スターナイツ
第29話から登場するお助けメンバー。ジルコニアから頂いたJr.キッズの「聖宝具」と呼ばれるグッズから出現する。
麗凍士
声 - 天野由梨
烈Dの聖宝具から出現する、氷のパワーの戦士。サーベルから発する光線で相手を凍らせる。キザな性格の持ち主。登場台詞は「麗凍士、登場!」。
華炎士
声 - 浅野典子
ブルーの聖宝具から出現する、炎のパワーの戦士にして、スターナイツの紅一点。登場台詞は「華炎士、おでまし!」。
水幻士
声 - 鈴木勝美
桃若の聖宝具から出現する、水のパワーの戦士。やたらに軽妙な性格。登場台詞は「水幻士、推参!」。
地拳士
声 - 高木渉
グリンPの聖宝具「スターアーマー」から出現する、大地のパワーの戦士。強烈なパンチを得意とする。グリンP離脱後はビリーの「スターエンブレム」という聖宝具から出現する。登場台詞は「地拳士、登場!」。
風仙士
声 - 松井摩味
チャチャの聖宝具から出現する、風のパワーの戦士。登場台詞は「風仙士、見参!」。

### 協力者
マーシ・ラメイル
声 - 折笠愛
第2話から登場。冥王星に両親と共に住んでいた。太陽系がダークリバースした日に、両親によって強制的にカプセルに閉じこめられ宇宙空間に出されるが、そこをロビンJr.たちに助けられ、両親を捜すべく同行する。
マリー
声 - 鷹森淑乃
ブルーとビリーの母親。

## 超天界
超天界からスタークルーザーを通してロビン達に助言を行う。
聖勇者ロビン・ゴッド
声 - 堀内賢雄
ロビン・ゴッド・Jr.の父。羅亜の鏡を通してロビンに度々助言をするが、土闘星でそれが割られたため、音信不通となる。
光王子・星若丸
声 - 鈴木勝美
Queen火美子
声 - 天野由梨
光神ジルコニア
声 - 沢木郁也
星若丸の兄。

## G羅軍
G羅配下の暗黒四天王と、各惑星を守護する我夢羅八武衆とその配下が、G羅の力でダークリバースされて部下となった。ロビンJr達がバインドでダークパワーを出現させて攻撃を加えるとダークリバースが解け、本来の姿に戻る。その時は（一部を除き）「○○（元の名前）、復活。」と言う。

※四天王や八部衆の一部には、本編意未登場のものもいる。

### 暗黒太妖
太妖妃G羅
声 - 滝沢久美子
太陽を暗黒太妖として自らの居城とし、太陽系の住人をリバース変化させた張本人。常に暗黒太妖の城から命令し、任務に失敗した部下は杖からの光線をモニターで転送させて制裁する。
なお「コミックボンボン」の記事によると、彼女の正体は元我無羅殿の御子である「霊女・慈恋魔」とされている。慈恋魔はかつて神王に恋していたが、神王には竹取姫というフィアンセがいる事が分かって、ショックの余り我無羅殿を脱走、その私怨から当時ダークリバースしていたビーナトロンIIと取引し、神王を倒そうとするも失敗し失踪、その後ビーナトロンを覆っていたダークセルカオス（暗黒生命体。先の大戦で星若丸に消されたと思われていた）と融合し、G羅と化したのである。
夢幻竜・魔堕羅
第26話に登場、G羅がロビンJr.の夢に放った怪生物で、ロビンを苦しめ、更に若様軍団や星若丸も苦しめるが、最後はジルコニアによってパワーアップしたロビンに撃退される。P&SではG羅の杖の卵から出現した設定になっている。
火鳥竜・鬼冥羅
最終回に登場、夜光星へ急ぐスタークルーザーの前に、G羅が放った怪生物で、その怪力でスタークルーザーを破壊するが、最後はロビンJr.のレーザーブレスで切り刻まれる。だがこれは、この後ロビンJr.軍を夜光星で絶望に追い込むための序曲でしかなかった。P&SではG羅の頭の飾りが変形した設定となっている。

### 暗黒四天王
雪幻妃・禍紅邪→邪光妃・禍紅邪（竹取姫）
声 - 松井摩味
桃若神子と黄バラ姫の母親。天邪星でG羅の力を得て邪光妃・禍紅邪にパワーアップした。
なおコミカライズおよびP&S版では、壊王星編で「夜鋼妃・禍紅邪」にパワーアップしていた。
王羅・火メーン（面魔ラザーニ）
声 - 増岡弘
面魔グリンPの父親。名前の通り常に仮面で顔を隠している。魔世界という異次元に住み、恐るべき魔力と瞬間移動能力を備えている。グリンPとの決戦で長老伝からの光線で元に戻るも力尽き、エネルギー体となって長老伝で眠る事となった
バトル・デーモス（キラー・ジョー）
声 - 鈴木勝美
ブルーとビリーの父親。初登場時は、ロビンたちを悪夢使った精神攻撃で苦しめた（この回は「悪夢」をテーマにした総集編）。月面での最終決戦では、ロビンたちを凍らせるものの、マリーの涙を弾丸として使用したブルーの攻撃により、キラー・ジョーへの復活を遂げた。なお四天王で唯一、「復活」という言葉を口に出している。
G・獄王（ベンK・ゴッド）
烈D・ゴッドの父親。本編未登場。

### 冥氷星（冥王星）
Dr.フロスト（Dr.フロスキー）
声 - 増岡弘
サンタに扮してグリンPを罠にかけた。
幽冥王竜氷（天聖王・竜飛）
声 - 沢木郁也
冥氷星のボス。マーシの両親を使って、ロビンJr達を誘き出した。巨大化してロビン達に挑むも、ロビン、烈D、ブルーが出したトリプルバインドの力に敗れた。復活後は剣でG羅像をたたき割って、冥王星を復活させた。

### 壊王星（海王星）
鬼壊王猛螺（角聖王・猛羅）
声 - 増岡弘
壊王星のボス。全身を鋼鉄の鎧で覆った猛牛風の男。最後はメカG羅像（巨大ロボット）で戦い、ロビンJr.たちを特殊光線で苦しめるも、解き離れたロビンと桃若のバインドで押さえ込まれ、ロビンの新兵器「レーザーブレス」でG羅像を破壊されて復活。

### 天邪星（天王星）
退夢レト朗（大夢テク朗）
声 - 飛田展男
ロビンJrをレトロボックスに入れて幼児に逆戻りさせたが、五星球の力で退けられた。最後は過去にタイムスリップして、我夢羅殿神王と竹取姫の仲を裂こうとした。コミカライズではロビンJr.に分解される。
暗転王・雷拷（轟天王・雷吼）
声 - 沢木郁也
天邪星のボス。本来は天王星の支配者で、チャチャ星宮の父。

### 土闘星（土星）
閃紅・スタールB（脚光スターレB）
声 - 沢木郁也
土闘星のリングの守護者。ロビンのバインドを、幽霊船の恨みのエネルギーと薔薇の力で発動不能にさせた。だが最後は強化されたロビンのバインドに敗れる。
磨道士ブロンZ（聖道士フロンT）
声 - 沢木郁也
青銅の町の支配者。アイドルグループ「おブロンZトルーパー」を利用して、ハニワ人間にダークリバースした町の人たちから貢ぎ物を頂いていた。
おブロンZトルーパー
土星のアイドルグループ。メンバーはマサハル（声 - 松井摩味）、ヒデキ（声 - 鈴木勝美）、ミッチー（声 - 田村恵）、ケン（声 - 高木渉）、タカ坊（声 - 堀内賢雄）の5名で、マサハルがリーダー格。ブロンZの命を受けて、ロビンJr.・烈D・ブルーとアイドル勝負する事になる。
名前はサンライズ作品『鎧伝サムライトルーパー』のもじりだが、キャラクターは『ベルサイユのばら』のオスカル（マサハル）、『六神合体ゴッドマーズ』のタケル（ヒデキ）とマーグ（ミッチー）、『巨人の星』の星飛雄馬（ケン）と花形満（タカ坊）と、いずれも東京ムービー新社作品のパロディである。またトルーパーを慕う町の少女には、『エースをねらえ!』の岡ひろみ、愛川マキ、竜崎麗香などのパロディキャラクターもいる。
牙将・コバル闘（画将コパル塗）
声 - 中村大樹
危麗の側近。彼女の命令で、手当たり次第町の住人を仮面で隠した。本来は危麗の専属画家。
虹幻姫・危麗（虹聖姫・輝麗）
声 - 荒木香恵
土闘星のボス。自分より美しいものを憎んでいる。そのため、牙将コバル闘に命じて住人の顔を仮面で隠させていた。

### 暗木星（木星）
葉幻王・霧邪（麟天王・麒麟矢）
声 - 堀内賢雄
暗木星のボス。樹エラーの婚約者。

### 火激星（火星）
火怨王・対牙（炎聖王・大牙）
声 - 沢木郁也
虎の姿をした暗木星のボス。星宮のペット、虎丸を凶暴化させてロビン達を襲わせるが、チャチャの説得により元の姿に戻されたため、ダークバインドを使ってバインドに対抗した。

### 夜光星（地球）
我無羅殿神王
声 - 山口健
夜光星のボスにして、桃若神子と黄バラ姫の父。夜光星にやって来たロビンたちを我無羅殿にテレポートし、G羅に人間の行いを言わせて皆を絶望に追い込むも、解き離れたロビンのスターソードでG羅が倒され、同時に地球が復活し、性格が元に戻る（性格がダークリバースした珍しい例）。なお部下はいたかは不明。

## 面魔
火メーンこと面魔ラザーニと、その息子のグリンPが居た一族。本編では、面魔一族は新たに木星の「面魔の里」で暮らしているという設定になっている。なお「怒羅ゴーン」と「サタンドラX」の2キャラは、本作開始のために未発売となった「ラーメンばあ・第14弾」の「面魔長老」シールから流用している。また第43話での森の女神の回想シーンに登場した「第9代長老」と「第10代長老」は、前述のシールに登場した「光王ブレイB」（第9代）と「輝妃オローラ」（第10代）とは異なっている。
森の女神
声 - 荒木香恵
木星に住む女神。第43話では面魔の歴史をグリンPに教えた。実はグリンPの母（すなわちラザーニの妻）である。
サタンドラX
声 - 沢木郁也
第42、43話に登場。面魔第8代長老だが、魔世界のパワーで悪と化し、第9、10代長老も打ち倒して、面魔を恐怖に追い込むも、第11代長老・怒羅ゴーンによって魔世界に封印される。だが第42話で怒羅ゴーンと共に長老伝からエネルギー体として飛び出し、火メーンの後ろ盾になるも敗れて魔世界に戻り、続く第43話ではグリンPを悪夢攻めするが、女神の励ましで戻ったグリPとロビンJr.軍&面魔の人々の手によって、再び魔世界に封印された。
怒羅ゴーン
声 - 鈴木勝美
第42話に登場。面魔第11代長老で、サタンドラXを魔世界に封印した勇者とされ、面魔の里にその像が置かれていた。長老伝から飛び出すと、グリンPに「ドラゴンの杖」を渡してパワーアップし、火メーンを元のラザーニに戻し、最後は力が尽きたラザーニと共に長老伝へ帰った。

## スタッフ
- 企画 - 内田勝、三樹創作
- チーフディレクター - 奥脇雅晴
- シリーズ構成 - 園田英樹
- オリジナルキャラクター - K.B.D
- キャラクターデザイン - 前田実、平山智
- メカデザイン - 後藤正行
- 絵コンテ - 金田伊功 他
- 原画 - 金田伊功 他
- 作画監督 - 山本天志、竹内一義
- 美術監督 - 沢井裕滋
- 撮影監督 - 高橋宏固
- 音響監督 - 本田保則
- 編集 - 鶴渕允寿
- 音楽 - 難波弘之、兼崎順一、神林早人、加藤みちあき
- 製作担当 - 角田研（講談社）、尾崎穏通（東京ムービー新社）
- プロデューサー - 江津兵太（テレビ東京） 鈴木良平（講談社）
- 制作協力 - 東京ムービー新社
- 製作 - テレビ東京、講談社

## 主題歌
オープニングテーマ - 「?（なぞ）のパレード」
歌 - 村田有美 / 作詞 - 麻生圭子 / 作曲・編曲 - 笹路正徳
エンディングテーマ - 「!(オドロキ)MAP」
歌 - 村田有美 / 作詞 - 伊藤アキラ / 作曲・編曲 - 笹路正徳

## 各話リスト
| 話数 | 放送日          | サブタイトル                      |
| ---- | --------------- | --------------------------------- |
| 1    | 1989年 10月19日 | 旅だて!光の戦士                   |
| 2    | 10月26日        | 昇現!心のパワー                   |
| 3    | 11月2日         | マーシがあぶない                  |
| 4    | 11月9日         | サンタがこわい                    |
| 5    | 11月16日        | プリンス氷の舞い                  |
| 6    | 11月23日        | ドームでウララ                    |
| 7    | 11月30日        | 仁義あるたたかい                  |
| 8    | 12月7日         | 竜氷をやぶれ!                     |
| 9    | 12月14日        | 幻をぶっとばせ!                   |
| 10   | 12月21日        | 七人のガンマン                    |
| 11   | 12月28日        | はたらけロビン                    |
| 12   | 1990年 1月4日   | ゲームでどすこい                  |
| 13   | 1月11日         | いかすバンド軍団                  |
| 14   | 1月18日         | レースで燃えろ!                   |
| 15   | 1月25日         | やさしい世界樹                    |
| 16   | 2月1日          | 挑戦!メカ神殿                     |
| 17   | 2月8日          | SOS!五星球!                       |
| 18   | 2月15日         | 天邪星の魔法使い                  |
| 19   | 2月22日         | 桃若の昆虫大戦争                  |
| 20   | 3月1日          | そんなのアリス?                   |
| 21   | 3月8日          | 新・ウソップ物語                  |
| 22   | 3月15日         | バッドな野球大会                  |
| 23   | 3月22日         | 時をかけるロビン                  |
| 24   | 3月29日         | よみがえれ母の愛                  |
| 25   | 4月5日          | 幸せの黄色いバラ                  |
| 26   | 4月12日         | 星若丸よ永遠に                    |
| 27   | 4月19日         | バインド敗れる                    |
| 28   | 4月26日         | チャチャ黄金作戦                  |
| 29   | 5月3日          | スターナイツ見参                  |
| 30   | 5月10日         | あぶないアイドル                  |
| 31   | 5月17日         | 燃える海にいどめ                  |
| 32   | 5月24日         | 決闘!コマ回し                     |
| 33   | 5月31日         | 奪われた羅亜の鏡                  |
| 34   | 6月7日          | 輝け!勝利の聖弓（アークチェリー） |
| 35   | 6月14日         | 暗木星のキノコ男                  |
| 36   | 6月21日         | 潜入!忍者やしき                   |
| 37   | 6月28日         | 大海獣ヘドロン                    |
| 38   | 7月5日          | 花嫁はチャチャ?                   |
| 39   | 7月12日         | がんばれグリンP                   |
| 40   | 7月19日         | 愛しの樹エリー                    |
| 41   | 7月26日         | 面魔の里の罠                      |
| 42   | 8月2日          | 長老伝のひらく時                  |
| 43   | 8月9日          | 十七人目の長老                    |
| 44   | 8月16日         | 悪夢に負けるな!                   |
| 45   | 8月23日         | 砂漠の少年ビリー                  |
| 46   | 8月30日         | デーモスを撃て!                   |
| 47   | 9月6日          | 引き裂かれた兄弟                  |
| 48   | 9月13日         | 友情の星紋章（スターエンブレム）  |
| 49   | 9月20日         | 愛と憎しみの対決                  |
| 50   | 9月27日         | 遥かな冒険の旅へ                  |

## ビデオ
第1話から24話までを収めたVHSビデオ（全6巻）がビクター音楽産業より発売されている。各巻4話収録で、25話以降はソフト化されておらず、ＤＶＤ化もされていない。

## 放送局
放送系列は放送当時のもの。
| 放送地域       | 放送局           | 放送日時           | 放送系列                      | 備考                   |
| -------------- | ---------------- | ------------------ | ----------------------------- | ---------------------- |
| 関東広域圏     | テレビ東京       | 木曜 18:30 - 19:00 | テレビ東京系列                | 制作局                 |
| 北海道         | テレビ北海道     | 木曜 18:30 - 19:00 | テレビ東京系列                | 同時ネット             |
| 岡山県・香川県 | テレビせとうち   | 木曜 18:30 - 19:00 | テレビ東京系列                | 同時ネット             |
| 大阪府         | テレビ大阪       | 木曜 8:10 - 8:40   | テレビ東京系列                |                        |
| 愛知県         | テレビ愛知       | 木曜 8:10 - 8:40   | テレビ東京系列                |                        |
| 青森県         | 青森放送         | 木曜 16:00 - 16:30 | 日本テレビ系列 テレビ朝日系列 |                        |
| 岩手県         | テレビ岩手       | 土曜 6:15 - 6:45   | 日本テレビ系列                |                        |
| 宮城県         | ミヤギテレビ     | 月曜 6:15 - 6:45   | 日本テレビ系列                |                        |
| 秋田県         | 秋田テレビ       | 月曜 17:30 - 18:00 | フジテレビ系列                |                        |
| 山形県         | 山形放送         | 不明               | 日本テレビ系列 テレビ朝日系列 |                        |
| 石川県         | 石川テレビ       | 土曜 6:00 - 6:30   | フジテレビ系列                |                        |
| 山梨県         | テレビ山梨       | 不明               | TBS系列                       |                        |
| 滋賀県         | びわ湖放送       | 不明               | 独立局                        |                        |
| 広島県         | 広島ホームテレビ | 不明               | テレビ朝日系列                | 途中で終わった可能性大 |
| 熊本県         | テレビ熊本       | 金曜 16:30 - 17:00 | フジテレビ系列                |                        |